# دایکی تومیی
دایکی تومیی (انگلیسی: Daiki Tomii؛ زادهٔ ۲۷ اوت ۱۹۸۹) بازیکن فوتبال اهل ژاپن است.